# Skåneviks kommun
Skåneviks kommun (norska: Skånevik kommune) var en kommun i Hordaland fylke i västra Norge. Kommunen omfattade den norra delen av nuvarande Etne kommun (Skåneviks socken) samt ett område i den sydöstra delen av nuvarande Kvinnherads kommun. Tätorten Skånevik utgjorde kommunens centralort.

## Administrativ historik
Skåneviks kommun upprättades den 1 januari 1838 (som Skånevik formannskapsdistrikt) när Formannskapslovene från 1837 trädde i kraft. 
Den 1 januari 1965 upplöstes kommunen och delades. Området söder om Skånevikfjorden/Åkrafjorden samt ett område på norra sidan öster om Åkra (med 1 493 invånare) fördes till Etne kommun medan området norr om Skånevikfjorden/Åkrafjorden österut till och med Åkra (med 1 189 invånare) fördes, tillsammans med Fjelbergs kommun och en del av Varaldsøy kommun, till Kvinnherads kommun. Kommunen hade vid delningen totalt 2 682 invånare.